# 千葉市立打瀬小学校
千葉市立打瀬小学校（ちばしりつ うたせしょうがっこう）は、幕張ベイタウン内にある公立小学校。小嶋一浩・小泉雅生を中心とする建築設計事務所「シーラカンス」が設計し、日本建築学会賞を受賞している。オープンスクールの先駆けと言われ、建築設計の世界では最も有名な小学校の一つである。

## 沿革
1995年 - 開校。
2026年4月 - 千葉市立幕張若葉小学校開校に伴い、幕張ベイパーク地区を通学区域から分離予定。

## 進学先中学校
公立の場合は、千葉市立打瀬中学校へ進学する。